# Annie Esmond
Annie Esmond (Surrey, 27 settembre 1873 – 4 gennaio 1945) è stata un'attrice britannica di teatro e di cinema.

## Biografia
Nata in Inghilterra, Annie Esmond fece nel 1891 il suo debutto nel teatro di pantomima; recitò anche negli USA. Dopo una lunga carriera teatrale, giunse al cinema nel 1917. Girò una trentina di film muti; all'avvento del sonoro, passò senza problemi al cinema parlato, utilizzando al meglio la sua esperienza di attrice di teatro.
In totale, fino al 1943 quando si ritirò dagli schermi, prese parte a 80 film.
Morì due anni dopo, all'età di 72 anni, il 4 gennaio 1945.

## Filmografia parziale
- Dawn, regia di Horace Lisle Lucoque (1917)
- The Way of an Eagle, regia di G.B. Samuelson (1918)
- The Man Who Won, regia di Rex Wilson (1918)
- Possession, regia di Henry Edwards (1919)
- The Right Element, regia di Rex Wilson (1919)
- Damaged Goods, regia di Alexander Butler (1919)
- Unmarried, regia di Rex Wilson (1920)
- The Tidal Wave, regia di Sinclair Hill (1920)
- The Yellow Claw, regia di René Plaissetty (1920)
- Kipps, regia di Harold M. Shaw (1921)
- Innocent, regia di Maurice Elvey (1921)
- Mr. Pim Passes by, regia di Albert Ward (1921)
- A Scandal in Bohemia, regia di Maurice Elvey (1921)
- The Knave of Diamonds, regia di René Plaissetty (1921)
- The Mystery of Mr. Bernard Brown, regia di Sinclair Hill (1921)
- Tit for Tat, regia di Henry Edwards (1921)
- The Passionate Friends, regia di Maurice Elvey (1922)
- The Recoil, regia di Geoffrey Malins (come Geoffrey H. Malins) (1922)
- Love, Life and Laughter, regia di George Pearson (1923))
- The Sins Ye Do
- The Flying Fifty-Five
- God's Clay, regia di Graham Cutts (1928)
- Alf's Button, regia di W.P. Kellino (1930)
- Stamboul
- To Oblige a Lady
- The Outsider, regia di Harry Lachman (1931)
- The Officers' Mess, regia di H. Manning Haynes (1931)
- Almost a Divorce, regia di Jack Raymond, Arthur Varney (1931)
- Service for Ladies, regia di Alexander Korda (1932)
- Ebb Tide, regia di Arthur Rosson (1932)
- Men of Tomorrow
- Sally Bishop, regia di T. Hayes Hunter (1932)
- I'll Stick to You, regia di Leslie S. Hiscott (1933)
- The Good Companions, regia di Victor Saville (1933)
- Prince of Arcadia
- Le sei mogli di Enrico VIII (The Private Life of Henry VIII), regia di Alexander Korda (1933)
- Head of the Family
- The Jewel
- Lucky Loser, regia di Reginald Denham (1934)
- Le ultime avventure di Don Giovanni (The Private Life of Don Juan), regia di Alexander Korda (1934)
- La primula rossa (The Scarlet Pimpernel), regia di Harold Young (1934)
- Il mistero di Cambridge (Bulldog Drummond at Bay), regia di Norman Lee (1937)
- Trappola d'oro (Thunder in the City), regia di Marion Gering (1937)
- Let the People Sing, regia di John Baxter (1942)
- Dear Octopus, regia di Harold French  (1943)